# Clash of the Gods
Clash of the Gods petnaesti je studijski album njemačkog heavy metal-sastava Grave Digger. Diskografska kuća Napalm Records objavila ga je 31. kolovoza 2012. godine.

## Popis pjesama
| 1.    | »Charon (Fährmann des Todes)«                | 2:19 |
| 2.    | »God of Terror«                              | 4:19 |
| 3.    | »Hell Dog«                                   | 4:28 |
| 4.    | »Medusa«                                     | 5:39 |
| 5.    | »Clash of the Gods«                          | 4:53 |
| 6.    | »Death Angel & the Grave Digger«             | 4:22 |
| 7.    | »Walls of Sorrow«                            | 4:43 |
| 8.    | »Call of the Sirens«                         | 5:30 |
| 9.    | »Warriors Revenge«                           | 4:00 |
| 10.   | »....with the Wind« (instrumentalna skladba) | 0:48 |
| 11.   | »Home at Last«                               | 3:57 |
| 44:58 |                                              |      |

## Zasluge
Grave Digger
- Chris Boltendahl – vokali, produkcija, koncept naslovnice
- Stefan Arnold – bubnjevi
- Jens Becker – bas-gitara
- H.P. Katzenburg – klavijature
- Axel "Ironfinger" Ritt – gitara, produkcija, inženjer zvuka (gitara)

Dodatni glazbenici
- Ross Thompson – prateći vokali
- Stefan Schmidt – prateći vokali
- Hacky Hackmann – prateći vokali
- Das letzte Einhorn – vokal (na pjesmi "Charon (Fährmann des Todes)")

Ostalo osoblje
- Gyula Havencsák – grafički dizajn
- Jens Howorka – fotografije
- Loreley von Rhein – model naslovnice (Anođea smrti)
- Jörg Umbreit – produkcija, inženjer zvuka, miks, mastering